# Могучие рейнджеры: Звероморферы

Логотип второго сезона

Могучие рейнджеры: Звероморферы (англ. Power Rangers Beast Morphers) — двадцать шестой и двадцать седьмой сезоны популярного американского телесериала «Могучие рейнджеры», основанный на тридцать шестом сезоне японского телесериала «Super Sentai». «Специальный Отряд — Го-Бастеры», Вышел на экраны 2 марта 2019 года. Первый сезон, выпущенный компанией «Hasbro». Является прямым продолжением 17 сезона, «Могучие рейнджеры: RPM».

## Сюжет
Созданное когда-то в будущем, секретное агентство в городе Корал-Харбор, известное как Grid Battleforce (Грид Бастион), объединяет недавно открытое вещество под названием «Морф-Х» с ДНК животных, чтобы создать новую команду Могучих Рейнджеров, известную как Звероморферы. Рейнджеры-Звероморферы должны сражаться с Эвоксом, злым разумным компьютерным вирусом, намеревающимся захватить Морфирующую Сеть с помощью его клонов-аватаров - оригинальных кандидатов в Рейнджеры — Блейза и Рокси, после их попытки использовать их аватары, что сделало их коматозными. Когда трое из них транспортируются в Кибер Измерение, Эвокс, Киберзлодеи Блэйз и Рокси получают своего фактического правителя Скроззла в качестве союзника, поскольку он помогает им в их плане вернуть Эвокса на Землю.
По мере того, как Рейнджеры сражаются с роботами-монстрами Эвокса, они получают два новых дополнения к команде: Нейт Сильва, главный исследователь и ученый Grid Battleforce, который становится Золотым Рейнджером и Стил, робот, которого Нейт был вынужден создать, который становится Серебряным Рейнджером.
Во втором сезоне Эвокс управляет мэром Дэниелсом и планирует завершить начатое с помощью Скроззла, который использует машину для пополнения аватаров Блейза и Рокси в качестве роботов. Попутно рейнджеры раскрывают происхождение Эвокса (он оказался Вирусом Венжиксом) и получают помощь от оригинальных Могучих Рейнджеров, Дино Гром Рейнджеров и Дино Заряд Рейнджеров и союзников рейнджеров RPM, чтобы победить Эвокса и его приспешников раз и навсегда.

## Персонажи

### Рейнджеры
- Девон Дэниелс — Красный Звероморфер Рейнджер. Роль играет Рорри Д. Трэвис.
- Рави Шоу — Синий Звероморфер Рейнджер. Роль играет Джасмит Бадувалия.
- Зоуи Ривз — Жёлтый Звероморфер Рейнджер. Роль играет Жаклин Скисловски.
- Нейтан «Нейт» Сильва — Золотой Звероморфер Рейнджер. Роль играет Абрахам Родригес.
- Стил Сильва — Серебряный Звероморфер Рейнджер. Роль озвучивает Джэми Лайнхэн, а играет Сэм Джелли (в человеческом облике).

### Легендарные Рейнджеры
- Тайлер Наварро — Красный Дино Заряд Рейнджер. Роль играет Бреннан Меджия.
- Чейс Рэндалл — Чёрный Дино Заряд Рейнджер. Роль играет Джеймс Дэвис.
- Кода — Синий Дино Заряд Рейнджер. Роль играет Йоши Сударсо.
- Сэр Айвэн — Золотой Дино Заряд Рейнджер. Роль играет Дэйви Сантос.
- Джейсон Ли Скотт — оригинальный Красный Могучий Рейнджер. Роль играет Остин Сент-Джон.

### Союзники и прочие персонажи
- Круз — робот-помощник Красного Рейнджера. Часто забывает какие-либо вещи. Похож на гепарда. Трансформируется в мотоцикл. Роль озвучивает Келсон Хендерсон.
- Смэш — робот-помощник Синего Рейнджера. Дружелюбен и не способен нанести даже маленький вред кому-либо. Похож на гориллу. Роль озвучивает Чарли МакДермотт.
- Джакс — робот-помощник Жёлтого Рейнджера. Похож на кролика. Роль озвучивает Эмметт Скилтон.
- Бетти Бёрк — служащая в приемной Грид Бастион. Сестра Бена. Роль играет Кристина Хо.
- Бен Бёрк — ещё один сотрудник Грид Бастион, который работает со своей сестрой Бетти. Роль играет Косме Флорес.
- Адам Дэниелс — мэр Корал-Харбора и отец Девона.  Роль играет Кевин Коуплэнд.
- Командир Шоу — мать Рави, лидер Grid Battleforce. Роль играет Теуила Блэйкли.
- Мюриэль Ривз — мать Зоуи и Майка, репортер 10-го канала. Роль играет Сиа Трокенхейм.
- Майк Ривз — старший брат Зоуи. Роль играет Билли Макколл.
- Генерал Бёрк  — отец Бетти и Бена, генерал  Grid Battleforce.  Роль играет Марк Райт.
- Блэйз — каратэ-инструктор в спортзале Риптайд. Роль играет Колби Стронг.
- Рокси — девушка Рави. Роль играет Лиана Рамирес.
- Реджина Колиинз — тётя Рокси и глава Collins Industries. Роль играет Мириама Смит.
- Меган  — дизайнер Beast-X King Зорда.  Роль играет Мадлен Адамс
- Капитан Чаку — член Галактической Полиции. Роль играет Джек Бучанан.
- Полковник Мэйсон Трумэн — руководитель Сил Обороны Коринфа. Роль играет Джеймс Гэйлин.
- Доктор К — наставница RPM Рейнджеров. Роль играет Оливия Теннет.
- Хранитель — наставник Рейнджеров Дино Заряда. Роль озвучивает Ричард Симпсон.

### Антагонисты
- Эвокс / Венжикс — главный антагонист. Разумный компьютерный вирус, который говорит через аватара королевской кобры и использует специальные вирусы, которые превращают обычные предметы в роботронов. Роль озвучивает Эндрю Лейнг.
- Скроззл — генерал Эвокса из Кибер Измерения. Роль озвучивает Кэмпбелл Кули.
- Киберзлодей Блэйз и Робо-Блэйз — Злой Багровый Рейнджер, Злой Янтарный Рейнджер. Роль играет Колби Стронг.
- Киберзлодейка Рокси и Робо-Рокси — Злой Жёлтый Рейнджер, Злой Фиолетовый Рейнджер.  Роль играет Лиана Рамирес.
- Варгоил  — робот, созданный Скроззлом и генерал Эвокса. Роль озвучивает Джэми Лайнхэн.
- Райджек  — межгалактический инопланетный преступник, который хранит оружие легендарных злодеев. Роль озвучивает Кевин Кис.
- Троники — роботы-пехотинцы. Есть и увеличенная версия - Гигатроники.
- Роботроны — роботы-монстры.
- Гигадроны — гигантские роботы-монстры, которые охотятся за «Морф-Х».

### Легендарные злодеи
- Голдар Максимус — силовик Риты Репульсы, погибший ещё в шестом сезоне, 22 года назад, но воскрешённый за счёт его меча, сохранённого Райджеком, лицемерный и гнусный. Роль озвучивает Эдриан Смит.
- Серый Патруль — основные пехотинцы Риты Репульсы (Могучие рейнджеры (1-3 сезоны)).
- Слэдж — межгалактический охотник за головами (Могучие рейнджеры: Дино Заряд). Роль озвучивает Адам Гардинер.
- Поисандра — невеста Слэджа и генерал его армии (Могучие рейнджеры: Дино Заряд). Роль озвучивает Джеки Кларк.
- Фьюри — генерал Слэджа (Могучие рейнджеры: Дино Заряд). Роль озвучивает Пол Харроп.
- Рэнч — неуклюжий корабельный техник (Могучие рейнджеры: Дино Заряд). Роль озвучивает Эстевес Гиллеспи.
- Кьюрио — компаньон Поисандры (Могучие рейнджеры: Дино Заряд). Роль озвучивает Эстевес Гиллеспи.
- Снайд — тёмная сторона Хэкилла (Могучие рейнджеры: Дино Заряд). Роль озвучивает Кэмпбелл Кули.
- Вивиксы — пехотинцы Слэджа (Могучие рейнджеры: Дино Заряд).
- Триптоиды — пришельцы из компьютерной игры (Могучие рейнджеры: Дино Гром).

## Эпизоды

### Первый сезон (2019)
| № общий | № в сезоне | Название                                         | Режиссёр                     | Автор сценария                                                                                            | Дата премьеры    | Зрители в США (млн) |
| ------- | ---------- | ------------------------------------------------ | ---------------------------- | --- | ---------------- | ------------------- |
| 876     | 1          | «Звери выпущены» «Beasts Unleashed»              | Саймон Беннетт и Юдзи Ногучи | Чип Линн                                                                                                  | 2 марта 2019     | 0,73                |
| 877     | 2          | «Месть Эвокса» «Evox’s Revenge»                  | Саймон Беннетт               | Сюжет: Бекка Барнс и Элвин Дэйл Телесценарий: Джонни Хартманн                                             | 9 марта 2019     | 0,61                |
| 878     | 3          | «Конец дороги» «End of the Road»                 | Оливер Драйвер               | Сюжет: Бекка Барнс и Элвин Дэйл Телесценарий: Патрик Ригер                                                | 16 марта 2019    | 0,74                |
| 879     | 4          | «Цифровой обман» «Digital Deception»             | Оливер Драйвер               | Сюжет: Бекка Барнс и Элвин Дэйл Телесценарий: Денис Даунер                                                | 30 марта 2019    | 0,71                |
| 880     | 5          | «Как успеть все дела?» «Taking Care of Business» | Оливер Драйвер               | Элвин Дэйл и Бекка Барнс                                                                                  | 6 апреля 2019    | 0,59                |
| 881     | 6          | «Ограбление ангара» «Hangar Heist»               | Риккардо Пеллиццери          | Бекка Барнс и Элвин Дэйл                                                                                  | 13 апреля 2019   | 0,59                |
| 882     | 7          | «Настоящий друг» «A Friend Indeed»               | Оливер Драйвер               | Чип Линн                                                                                                  | 20 апреля 2019   | 0,57                |
| 883     | 8          | «Киберврата открыты» «The Cybergate Opens»       | Риккардо Пеллиццери          | Бекка Барнс и Элвин Дэйл                                                                                  | 27 апреля 2019   | 0,61                |
| 884     | 9          | «Серебряная жертва» «Silver Sacrifice»           | Риккардо Пеллиццери          | Элвин Дэйл и Бекка Барнс                                                                                  | 14 сентября 2019 | 0,58                |
| 885     | 10         | «Соревнования и тренировки» «Thrills And Drills» | Оливер Драйвер               | Бекка Барнс и Элвин Дэйл                                                                                  | 21 сентября 2019 | 0,61                |
| 886     | 11         | «Оружия преданного» «Tools of the Betrayed»      | Оливер Драйвер               | Сюжет: Элвин Дэйл и Бекка Барнс Телесценарий: Джонни Хартманн                                             | 28 сентября 2019 | 0,55                |
| 887     | 12         | «Настоящая сталь» «Real Steel»                   | Риккардо Пеллиццери          | Чип Линн                                                                                                  | 5 октября 2019   | 0,50                |
| 888     | 13         | «Триумф тубы» «Tuba Triumph»                     | Риккардо Пеллиццери          | Сюжет: Элвин Дэйл и Бекка Барнс Телесценарий: Джонни Хартманн                                             | 12 октября 2019  | 0,54                |
| 889     | 14         | «Гипнотический Хэллоуин» «Hypnotic Halloween»    | Оливер Драйвер               | Сюжет: Майя Томпсон, Бекка Барнс и Элвин Дэйл Телесценарий: Майя Томпсон, Джеймс Коллинз и Камерон Диксон | 19 октября 2019  | 0,53                |
| 890     | 15         | «Звук и ярость» «Sound and Fury»                 | Риккардо Пеллиццери          | Бекка Барнс и Элвин Дэйл                                                                                  | 26 октября 2019  | 0,46                |
| 891     | 16         | «Ослепленный яростью» «Seeing Red»               | Оливер Драйвер               | Элвин Дэйл и Бекка Барнс                                                                                  | 2 ноября 2019    | 0,63                |
| 892     | 17         | «Искусство гориллы» «Gorilla Art»                | Оливер Драйвер               | Сюжет: Элвин Дэйл и Бекка Барнс Телесценарий: Джонни Хартманн                                             | 9 ноября 2019    | 0,52                |
| 893     | 18         | «Разоблачение рейнджеров!» «Ranger Reveal»       | Оливер Драйвер               | Сюжет: Бекка Барнс и Элвин Дэйл Телесценарий: Денис Даунер                                                | 16 ноября 2019   | 0,49                |
| 894     | 19         | «Переписывая историю» «Rewriting History»        | Саймон Беннетт               | Сюжет: Элвин Дэйл и Бекка Барнс Телесценарий: Джонни Хартманн                                             | 23 ноября 2019   | 0,50                |
| 895     | 20         | «Цель - башня!» «Target Tower»                   | Саймон Беннетт               | Сюжет: Бекка Барнс и Элвин Дэйл Телесценарий: Джонни Хартманн                                             | 30 ноября 2019   | 0,49                |
| 896     | 21         | «Обновлённый Эвокс» «Evox Upgraded»              | Саймон Беннетт               | Сюжет: Бекка Барнс и Элвин Дэйл Телесценарий: Джонни Хартманн                                             | 7 декабря 2019   | 0,47                |
| 897     | 22         | «Месть Скроззла» «Scrozzle's Revenge»            | Оливер Драйвер               | Сюжет: Бекка Барнс и Элвин Дэйл Телесценарий: Джеймс Коллинз, Камерон Диксон и Майя Томпсон               | 14 декабря 2019  | 0,45                |

### Второй сезон (2020)
| № общий | № в сезоне | Название                                            | Режиссёр       | Автор сценария                                                                              | Дата премьеры                                                    | Зрители в США (млн) |
| ------- | ---------- | --------------------------------------------------- | -------------- | ------------------------------------------------------------------------------------------- | ---------------------------------------------------------------- | ------------------- |
| 898     | 1          | «Хотите - верьте, хотите - нет» «Believe It or Not» | Оливер Драйвер | Бекка Барнс и Элвин Дэйл                                                                    | 22 февраля 2020                                                  | 0,39                |
| 899     | 2          | «Спасите нашу сушу» «Save Our Shores»               | Саймон Беннетт | Элвин Дэйл и Бекка Барнс                                                                    | 29 февраля 2020                                                  | 0,46                |
| 900     | 3          | «Сыграем!» «Game On!»                               | Оливер Драйвер | Сюжет: Бекка Барнс и Элвин Дэйл Телесценарий: Джонни Хартманн                               | 7 марта 2020                                                     | 0,46                |
| 901     | 4          | «Анонимный художник» «Artist Anonymous»             | Саймон Беннетт | Сюжет: Бекка Барнс и Элвин Дэйл Телесценарий: Джонни Хартманн                               | 14 марта 2020                                                    | 0,50                |
| 902     | 5          | «Сокрушительный круз» «Cruisin' for a Bruisin»      | Саймон Беннетт | Сюжет: Бекка Барнс и Элвин Дэйл Телесценарий: Денис Даунер, Бекка Барнс и Элвин Дэйл        | 28 марта 2020                                                    | 0,34                |
| 903     | 6          | «Поиск виноватых» «The Blame Game»                  | Оливер Драйвер | Сюжет: Элвин Дэйл и Бекка Барнс Телесценарий: Джонни Хартманн                               | 4 апреля 2020                                                    | 0,40                |
| 904     | 7          | «Ярость царя зверей» «Beast King Rampage»           | Оливер Драйвер | Сюжет: Бекка Барнс и Элвин Дэйл Телесценарий: Том Фарнисс                                   | 11 апреля 2020                                                   | 0,37                |
| 905     | 8          | «Загнанные в угол» «Boxed In»                       | Оливер Драйвер | Сюжет: Бекка Барнс и Элвин Дэйл Телесценарий: Камерон Диксон, Майя Томпсон и Джеймс Коллинз | 18 апреля 2020                                                   | 0,42                |
| 906     | 9          | «В тылу врага» «Secret Struggle»                    | Оливер Драйвер | Сюжет: Элвин Дэйл и Бекка Барнс Телесценарий: Джонни Хартманн                               | 25 апреля 2020                                                   | 0,41                |
| 907     | 10         | «Ловушка для Эвокса» «The Evox Snare»               | Саймон Беннетт | Сюжет: Бекка Барнс, Элвин Дэйл и Чип Линн Телесценарий: Чип Линн                            | 19 сентября 2020 (US) 11 июня 2020 (UK)                          | 0,30                |
| 908     | 11         | «Внимание, вторжение!» «Intruder Alert!»            | Саймон Беннетт | Сюжет: Элвин Дэйл и Бекка Барнс Телесценарий: Джонни Хартманн                               | 26 сентября 2020 (US) 12 июня 2020 (UK)                          | 0,33                |
| 909     | 12         | «Bысшее благо» «The Greater Good»                   | Саймон Беннетт | Сюжет: Бекка Барнс и Элвин Дэйл Телесценарий: Джонни Хартманн                               | 3 октября 2020 (US) 15 июня 2020 (UK)                            | 0,28                |
| 910     | 13         | «Что нашёл, то моё!» «Finders Keepers»              | Оливер Драйвер | Сюжет: Элвин Дэйл и Бекка Барнс Телесценарий: Денис Даунер, Элвин Дэйл и Бекка Барнс        | 10 октября 2020 (US) 16 июня 2020 (UK)                           | 0,32                |
| 911     | 14         | «Больше злодеев!» «Making Bad»                      | Саймон Беннетт | Сюжет: Элвин Дэйл и Бекка Барнс Телесценарий: Майя Томпсон, Джеймс Коллинз и Камерон Диксон | 17 октября 2020 (US) 17 июня 2020 (UK)                           | 0,49                |
| 912     | 15         | «Грид контакт» «Grid Connection»                    | Оливер Драйвер | Сюжет: Бекка Барнс, Элвин Дэйл и Чип Линн Телесценарий: Чип Линн                            | 24 октября 2020 (US) 18 июня 2020 (UK)                           | 0,34                |
| 913     | 16         | «Прекрасная возможность» «Golden Opportunity»       | Оливер Драйвер | Сюжет: Бекка Барнс и Элвин Дэйл Телесценарий: Чип Линн                                      | 31 октября 2020 (US) 19 июня 2020 (UK)                           | 0,26                |
| 914     | 17         | «Бешеный» «Goin’ Ape»                               | Оливер Драйвер | Сюжет: Бекка Барнс и Элвин Дэйл Телесценарий: Джонни Хартманн                               | 7 ноября 2020 (US) 22 июня 2020 (UK)                             | 0,28                |
| 915     | 18         | «Сыграем!» «The Silva Switch»                       | Оливер Драйвер | Элвин Дэйл и Бекка Барнс                                                                    | 14 ноября 2020 (US) 23 июня 2020 (UK)                            | 0,30                |
| 916     | 19         | «В погоне за ископаемыми останками» «Fossil Frenzy» | Оливер Драйвер | Бекка Барнс и Элвин Дэйл                                                                    | 21 ноября 2020 (US) 24 июня 2020 (UK)                            | 0,26                |
| 917     | 20         | «Решающий бой» «Crunch Time»                        | Саймон Беннетт | Сюжет: Элвин Дэйл и Бекка Барнс Телесценарий: Джонни Хартманн                               | 28 ноября 2020 (US) 25 июня 2020 (UK)                            | 0,23                |
| 918     | 21         | «Исходный код» «Source Code»                        | Саймон Беннетт | Сюжет: Элвин Дэйл и Бекка Барнс Телесценарий: Чип Линн                                      | 5 декабря 2020 (US) 26 июня 2020 (UK)                            | 0,25                |
| 919     | 22         | «Эвокс разбушевался» «Evox Unleashed»               | Саймон Беннетт | Сюжет: Бекка Барнс и Элвин Дэйл Телесценарий: Джонни Хартманн                               | 12 декабря 2020 (US) 26 июня 2020 (UK POP App) 29 июня 2020 (UK) | 0,19                |